# عملیات آزادسازی کویت
عملیات آزادسازی کویت یک عملیات نظامی تحت رهبری ایالات متحده و بریتانیا برای بازپس‌گیری کویت از عراق پس از عملیات هوایی گسترده، بین ۲۴ تا ۲۸ فوریهٔ ۱۹۹۱ بود. با رسیدن نیروهای آمریکایی و ائتلاف، عراقی‌ها در حال تسلیم شدن دسته‌جمعی بودند. با این‌حال، در برخی مناطق، مقاومت‌هایی از سوی نیروهای عراقی وجود داشت، به‌ویژه در فرودگاه بین‌المللی کویت، نیروهای عراقی که ظاهراً از صدور دستور عقب‌نشینی خود، بی‌اطلاع بودند، به جنگ ادامه دادند و در نتیجه، نبرد شدیدی بر سر خود فرودگاه رخ داد. این عملیات بخشی از جنگ خلیج فارس بود.

## پیش‌درآمد
نیرویی متشکل از ۴۰ کشتی تهاجمی آبی-خاکی در سواحل کویت و عربستان سعودی مستقر بودند. این نیروها، بزرگ‌ترین نیرویی بودند که از زمان نبرد اینچون سازمان‌دهی شده بودند. چند روز پیش از حمله، یک نیروی آبی-خاکی، حملات مکرر و ظاهری را در شهر کویت انجام داد و سعی کرد عراقی‌ها را فریب دهد تا فکر کنند ائتلاف از طریق حمله‌ای آبی-خاکی حمله خواهد کرد. در عوض، قرار بود نیروها از مرز جنوبی کویت وارد شوند. نیروهای ائتلاف مستقر در آن‌جا، مورد تهدیدهای مداوم موشک‌های اسکاد، حملات شیمیایی و گلوله‌باران تقریباً مداوم توپخانه عراق عادت کرده بودند.

## نبرد
در ساعت ۴ صبح روز ۲۴ فوریهٔ ۱۹۹۱، لشکرهای ۱ و ۲ نیروی دریایی ایالات متحده پس از ماه‌ها گلوله‌باران و تحت تهدید دائمی حملهٔ شیمیایی عراق، وارد کویت شدند. آن‌ها در اطراف شبکه‌های وسیعی متشکل از سیم‌های خاردار، میدان‌های مین و سنگرها مانور دادند. پس از ورود به کویت، آن‌ها به سمت شهر کویت حرکت کردند. این نیروها با مقاومت کمی روبرو شدند و به غیر از چندین نبرد جزئی توسط تانک‌ها، عمدتاً با سربازان تسلیم‌شدهٔ عراقی روبرو می‌شدند.

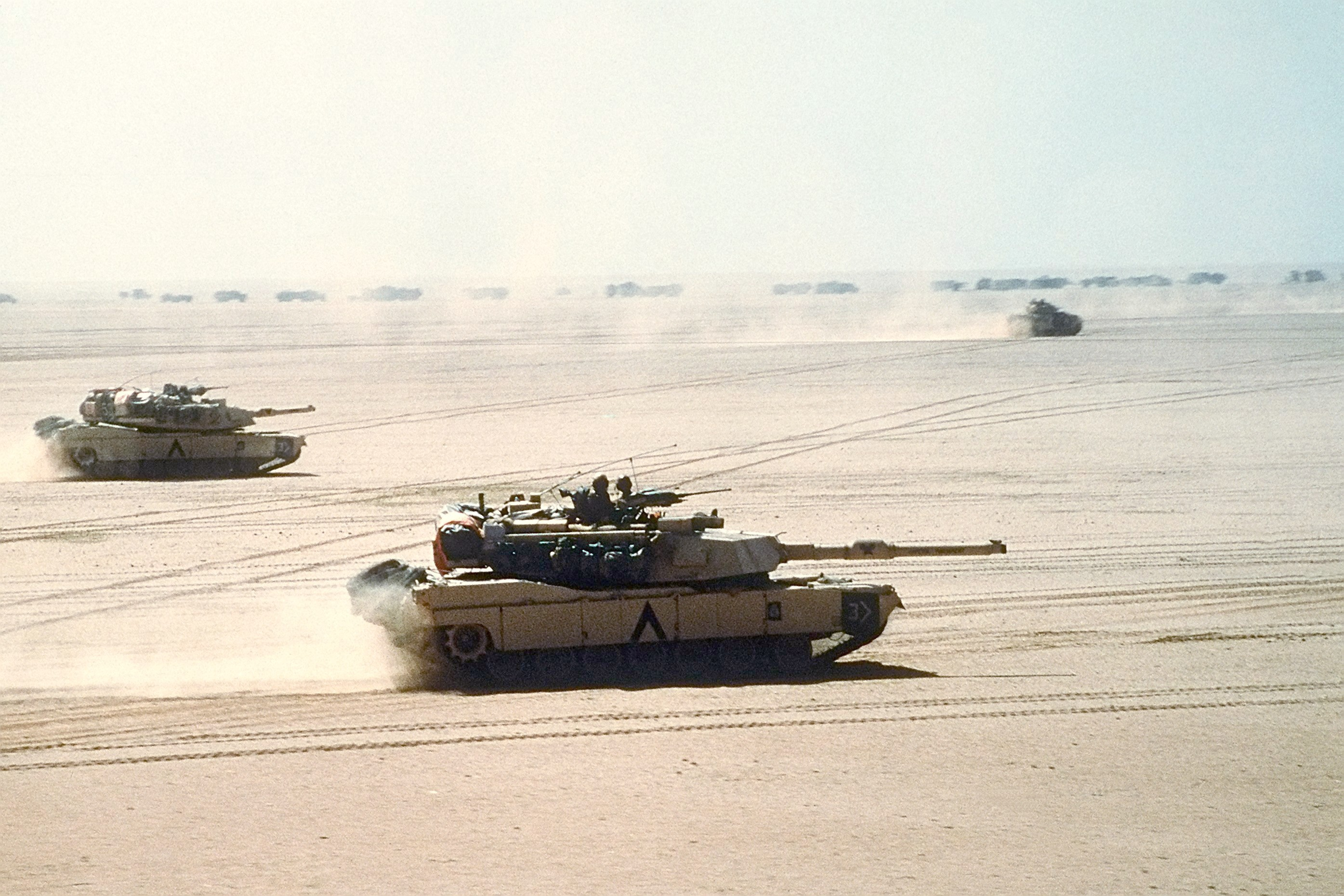
تانک‌های ام۱ آبرامز آمریکا در طول جنگ خلیج فارس

در ۲۷ فوریه، صدام حسین دستور عقب‌نشینی نیروهای خود در کویت را صادر کرد. با این حال، به نظر می‌رسد که یک واحد از نیروهای عراقی، دستور عقب‌نشینی را دریافت نکرده بود. زمانی که تفنگداران دریایی آمریکا به فرودگاه بین‌المللی کویت رسیدند، با مقاومت شدیدی مواجه شدند و چندین ساعت طول کشید تا کنترل و امنیت فرودگاه را به دست گیرند. به‌عنوان بخشی از فرمان عقب‌نشینی، عراقی‌ها سیاست «زمین سوخته» را اجرا می‌کردند که شامل آتش زدن صدها چاه نفت در تلاش برای نابودی اقتصاد کویت بود. پس از نبرد در فرودگاه بین‌المللی کویت، تفنگداران دریایی ایالات متحده در حومه شهر کویت توقف کردند و به متحدان ائتلاف خود اجازه دادند تا شهر کویت را تصرف کرده و آن را اشغال کنند و عملاً به عملیات رزمی در صحنه جنگ در کویت پایان دادند.

## نتایج
پس از چهار روز جنگ، تمامی نیروهای عراقی از کویت بیرون رانده شدند و اشغال نزدیک به هفت‌ماههٔ کویت توسط عراق پایان یافت. نیروهای ائتلاف، کمی بیش از ۱۱۰۰ نفر تلفات، متحمل شدند. تلفات عراقی‌ها از ۳۰٬۰۰۰ تا ۱۵۰٬۰۰۰ نفر تخمین زده می‌شود. عراق هزاران جنگ‌افزار و وسیله نقلیهٔ خود را از دست داد، در حالی که ائتلاف، تجهیزات نظامی نسبتاً کمی را از دست داد. تانک‌های منسوخ تی-۷۲ عراقی با تانک‌های آبرامز آمریکایی و چلنجر بریتانیایی توانایی مقابله نداشتند.